# Leonidas Polk
Leonidas Polk fue un general confederado en la Guerra de Secesión. También fue obispo de la Diócesis Episcopal de Luisiana y fue por ello es conocido como "El Obispo Guerrero" (en inglés: "The Fighting Bishop").
Polk fue uno de los generales políticos más controvertidos de la Guerra de Secesión, porque fue elevado a una posición militar de alto rango sin experiencia real previa debido a su amistad con el presidente confederado Jefferson Davis.
Luchó como comandante en muchas de las grandes batallas del teatro de operaciones occidental. Aunque su fama por sus desacuerdos con Braxton Bragg (General de Tennessee) es mucho mayor que la de sus escasos éxitos militares.
Más tarde, bajo el mando del general Joseph E. Johnston, murió en combate en 1864 durante la Campaña de Atlanta.

## Biografía
Polk nació en el Estado de Carolina del Norte, concretamente en la ciudad de Raleigh.
Polk estudió en la Academia Militar de Estados Unidos, y se graduó en 1827 quedando número 8 entre 38 cadetes de su promoción, aun con ese resultado tan alto, renunció a su trabajo en el Ejército ese mismo año. Tras renunciar a su puesto militar entró a cursar una teología, oficio al cual se dedicaría durante toda su vida.

### Guerra de Secesión
Cuando comenzó la secesión de los Estados Confederados, Polk abandonó la congregación religiosa de Luisiana para estar atento a los sucesos políticos, de lo que él esperaba que fuese un proceso pacífico. Envió incluso una carta a su amigo Jefferson Davis ofreciéndole su ayuda, aunque jamás pensó que tendría que coger las armas personalmente.
Pero la situación se tensó en septiembre de 1861, cuando el gobierno del estado de Kentucky anunció su intención de mantenerse neutral en el conflicto, lo que en ese punto, se vio como un acto de ayuda a la causa confederada. Fue en ese momento cuando Davis aprovechó para enlistar a su amigo en el ejército de la Confederación.
Su primera actuación en la guerra tuvo lugar el día 7 de noviembre del mismo año, en la Batalla de Belmont. La batalla se saldó con una victoria del Ejército de la Unión, aunque la culpa recayó en Gideon J. Pillow, el cual era el comandante superior de esa batalla.